# Katedra św. Jerzego w Perth
Katedra św. Jerzego (ang. St George’s Cathedral) – anglikańska świątynia znajdująca się w australijskim mieście Perth.

## Historia
Pierwsze anglikańskie nabożeństwo w Australii Zachodniej odbyło się pod drzewem na rogu Irwin Street i Hay Street w 1829. W tym miejscu też rozpoczęto budowę tymczasowego, drewnianego kościoła. Inicjatywę wspomógł m.in. gubernator stanowy Frederick Irwin. Przed 1837 kościół zburzono, a od 24 marca nabożeństwa odbywały się w gmachu sądu. W 1838 rozpoczęto zbiórkę pieniędzy na budowę nowej świątyni. W 1841 gubernator John Hutt wmurował kamień węgielny. Kościół otwarto 22 stycznia 1845, a uroczysta konsekracja odbyła się 15 listopada 1848.
Budowę obecnej katedry rozpoczęto w 1879, kamień węgielny wmurował 2 listopada 1880 gubernator William Robinson. Architektem został Edmund Blacket. Kościół konsekrował 15 listopada 1888 biskup Henry Parry. W 1902 dobudowano wieżę, rok później zawieszono na niej dzwony poświęcone królowej Wiktorii. W 1923 dobudowano kaplicę ku czci australijskich żołnierzy poległych w I wojnie światowej. W latach 2005–2008 odbyła się renowacja świątyni.
Od 16 grudnia 1994 katedra widnieje w rejestrze zabytków.

## Architektura i wyposażenie
Świątynia neogotycka, trójnawowa, z transeptem. Stropy są wykonane z drewna lagarostrobos franklinii (ang. Huon pine). Przed jego zamontowaniem drewno leżało w Rzece Łabędziej przez dwa lata w celu jego zmiękczenia, co umożliwiło jego odpowiednie wygięcie i wyrzeźbienie. Wnętrze zdobi marmurowa nastawa ołtarza i kamienna ambona z Caen. Nad wejściem, w zachodniej części katedry, znajdują się największe w stanie organy, zainstalowane w 1993. Na wieży wisi 8 dzwonów napędzanych ręcznie, zawieszonych w 1976.

## Galeria

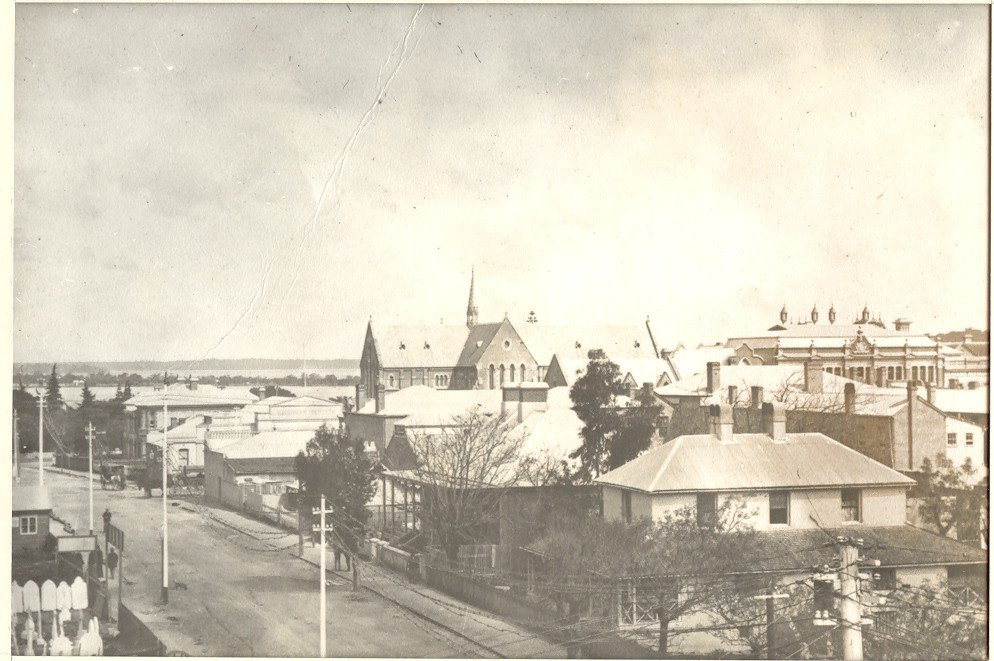
Widok na miasto w 1884, widoczna katedra, wtedy bez wieży
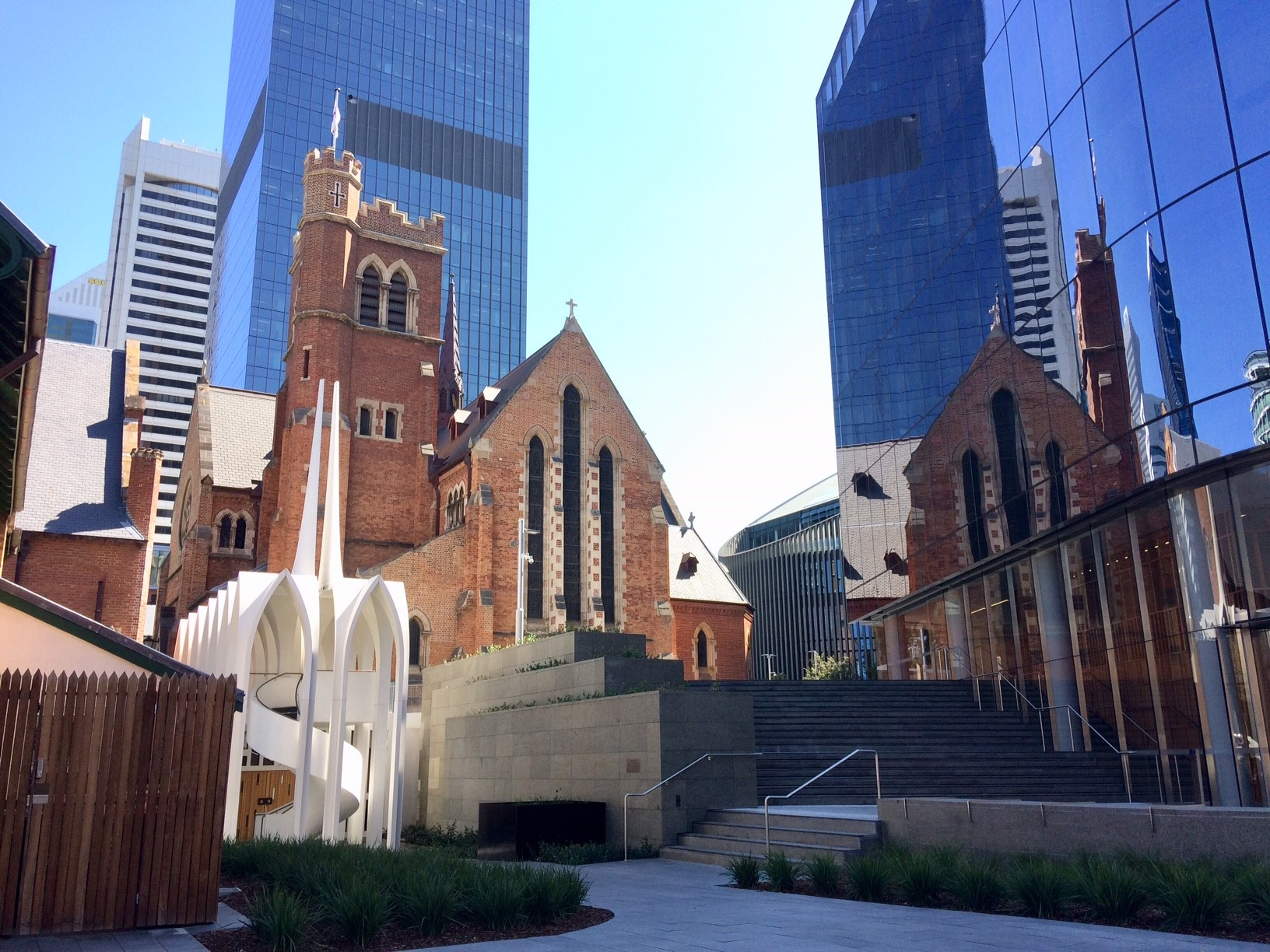
Widok z południowego wschodu
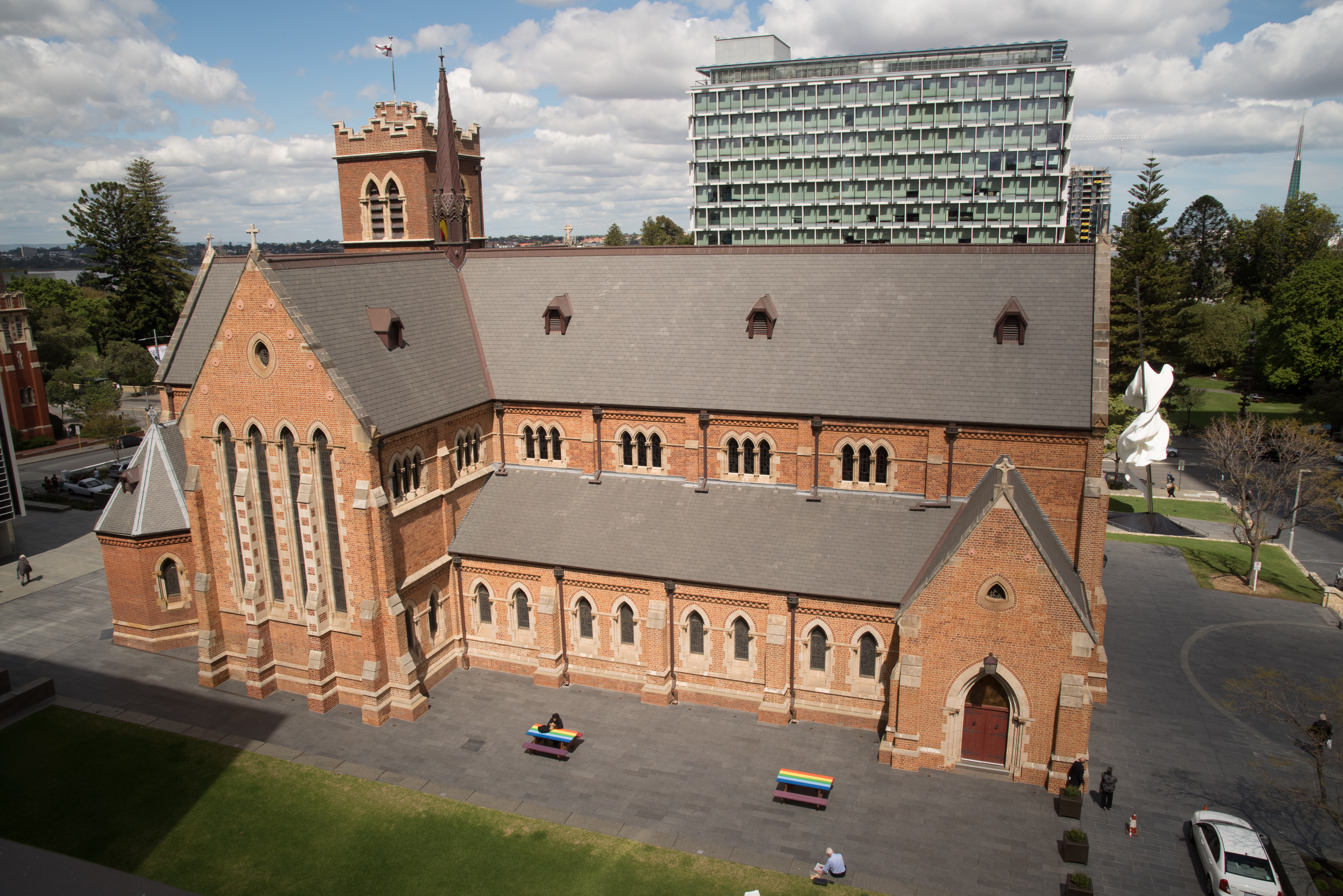
Widok z północy
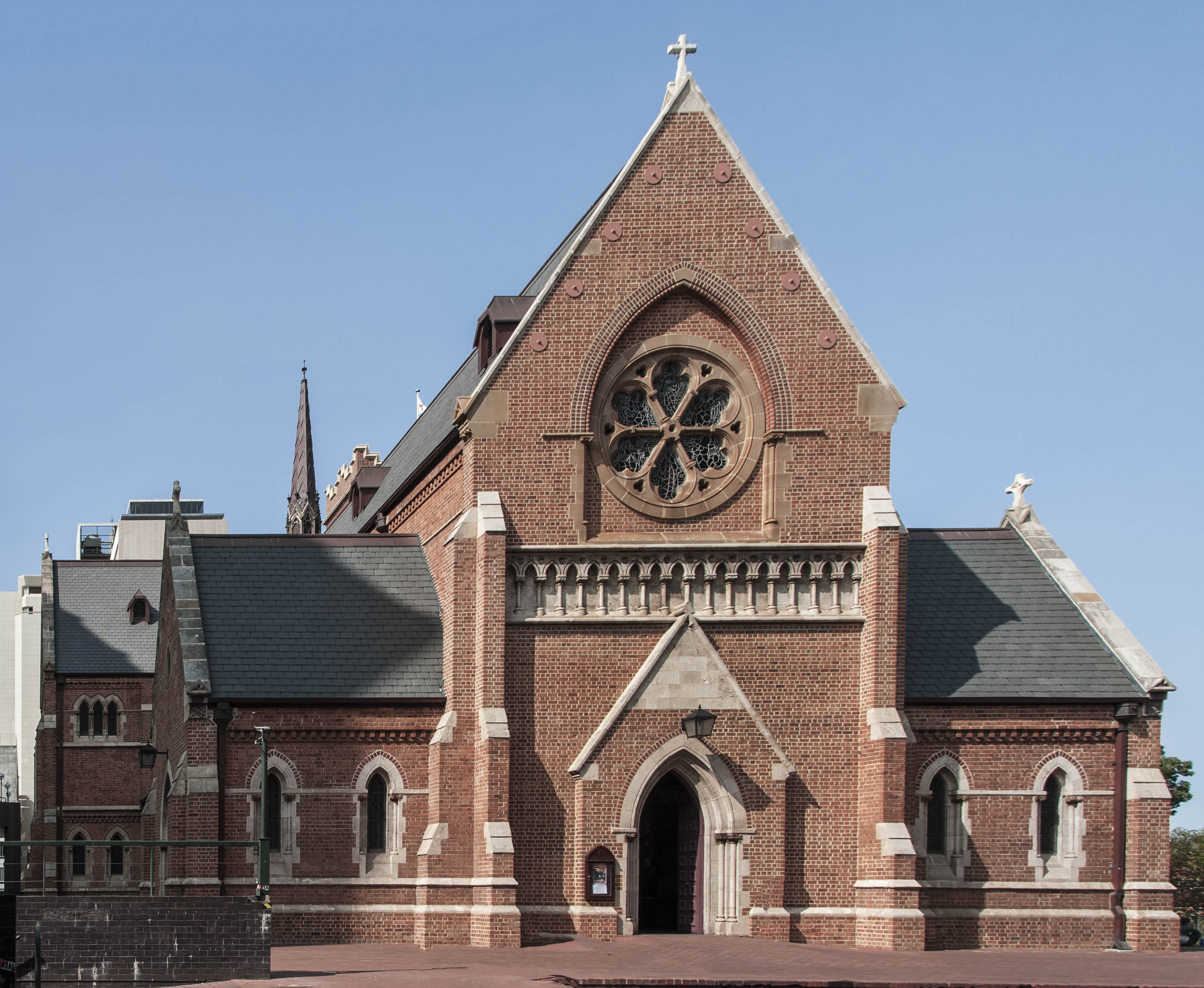
Fasada
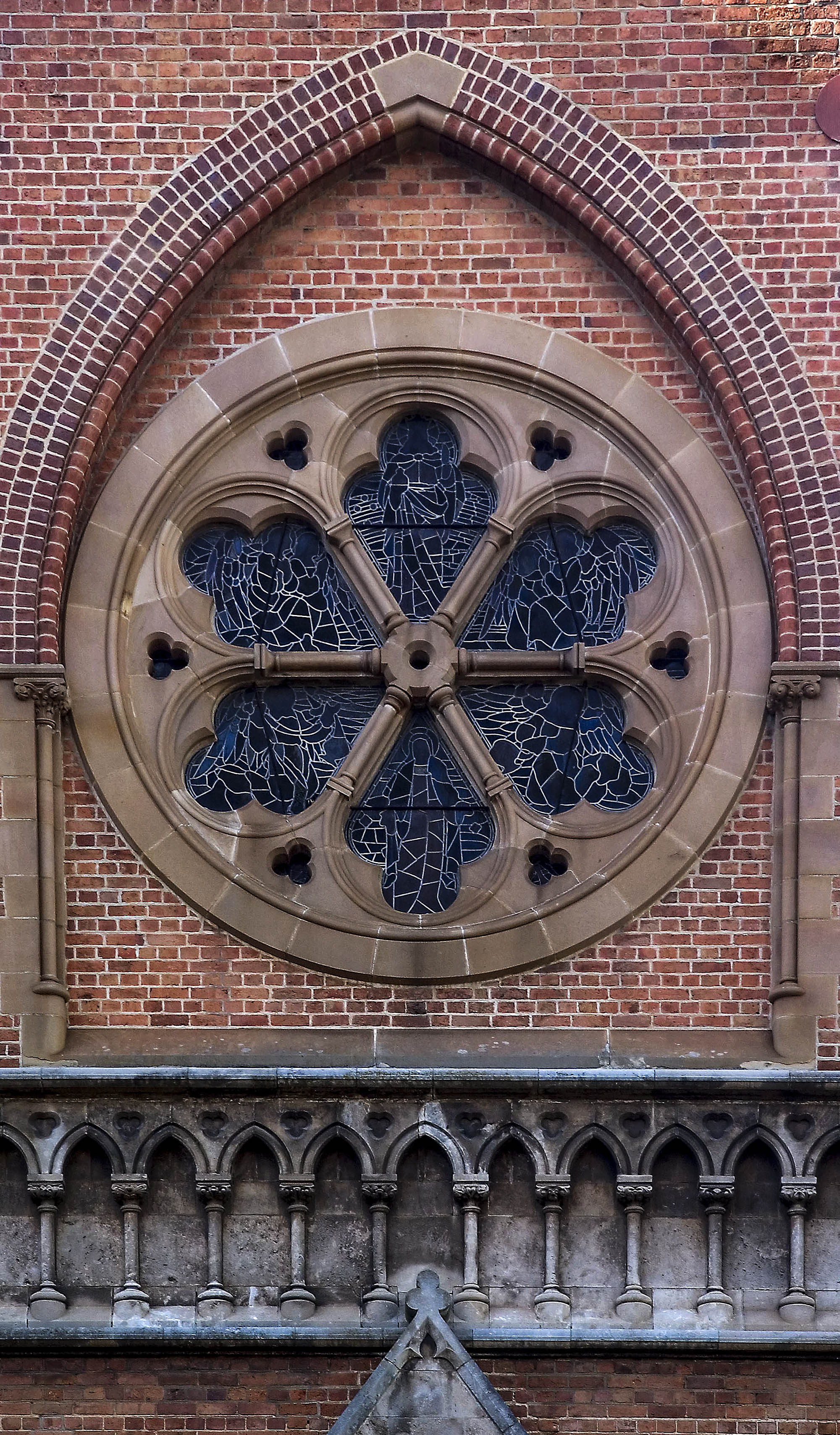
Rozeta nad wejściem głównym
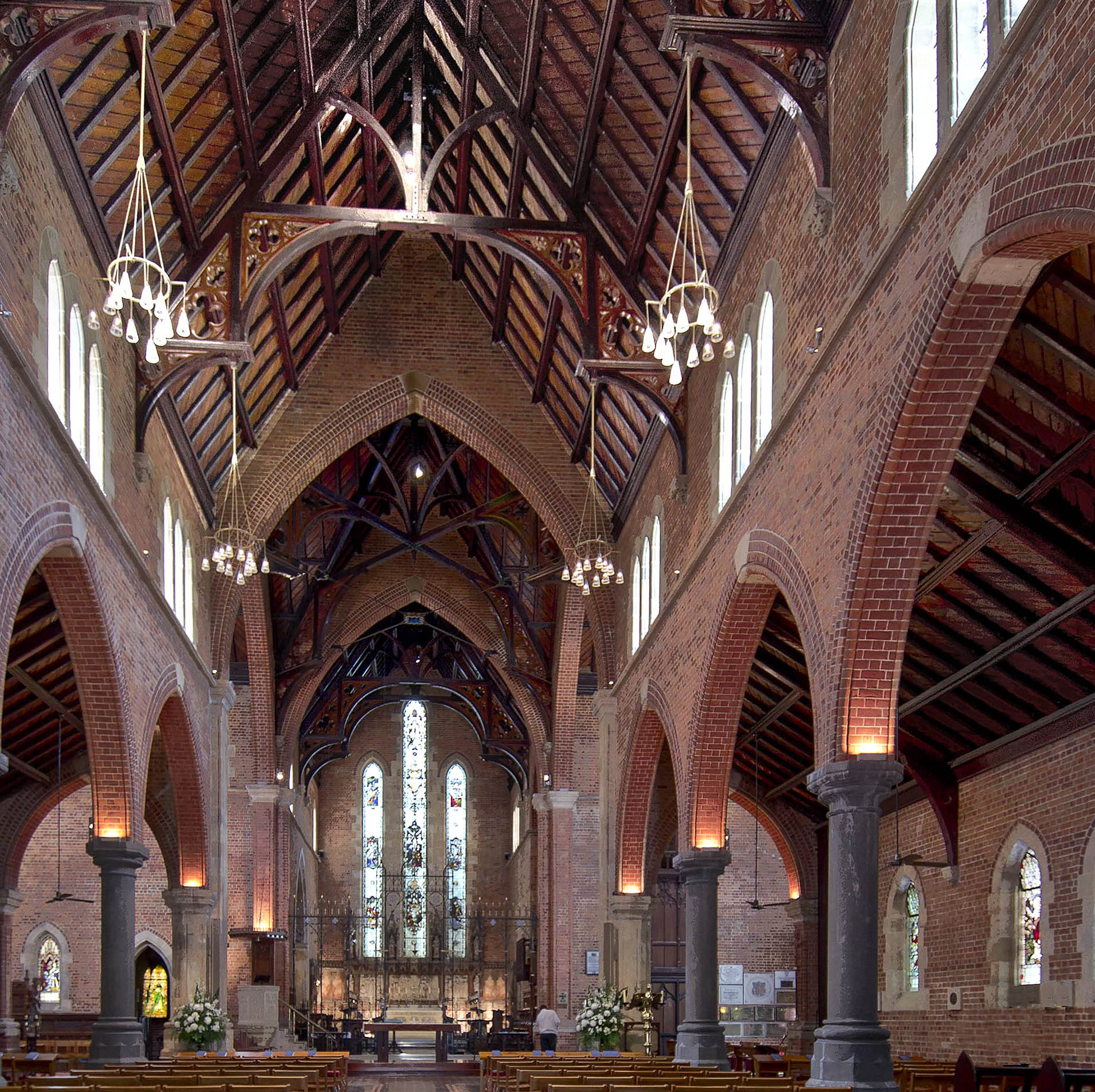
Wnętrze
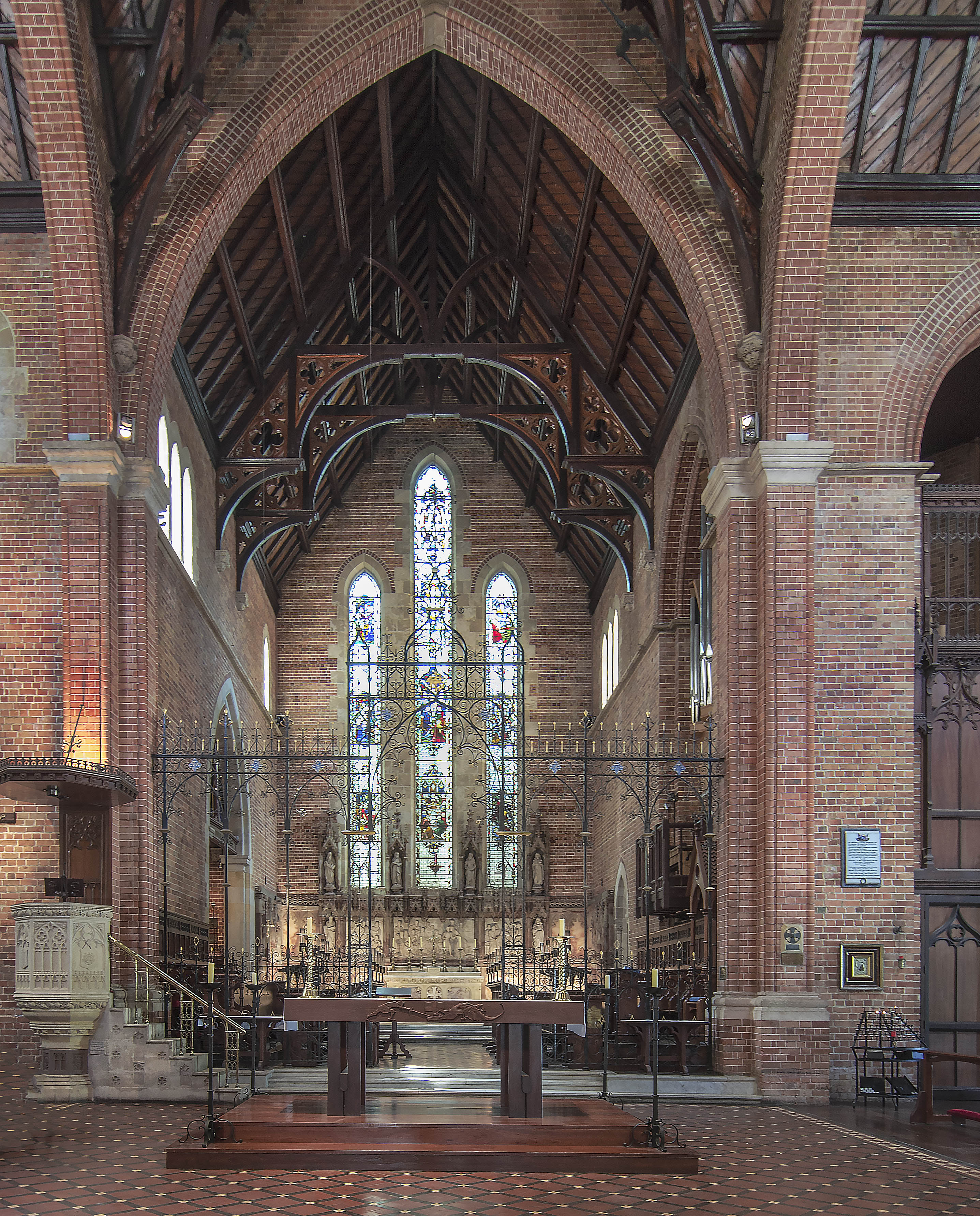
Prezbiterium
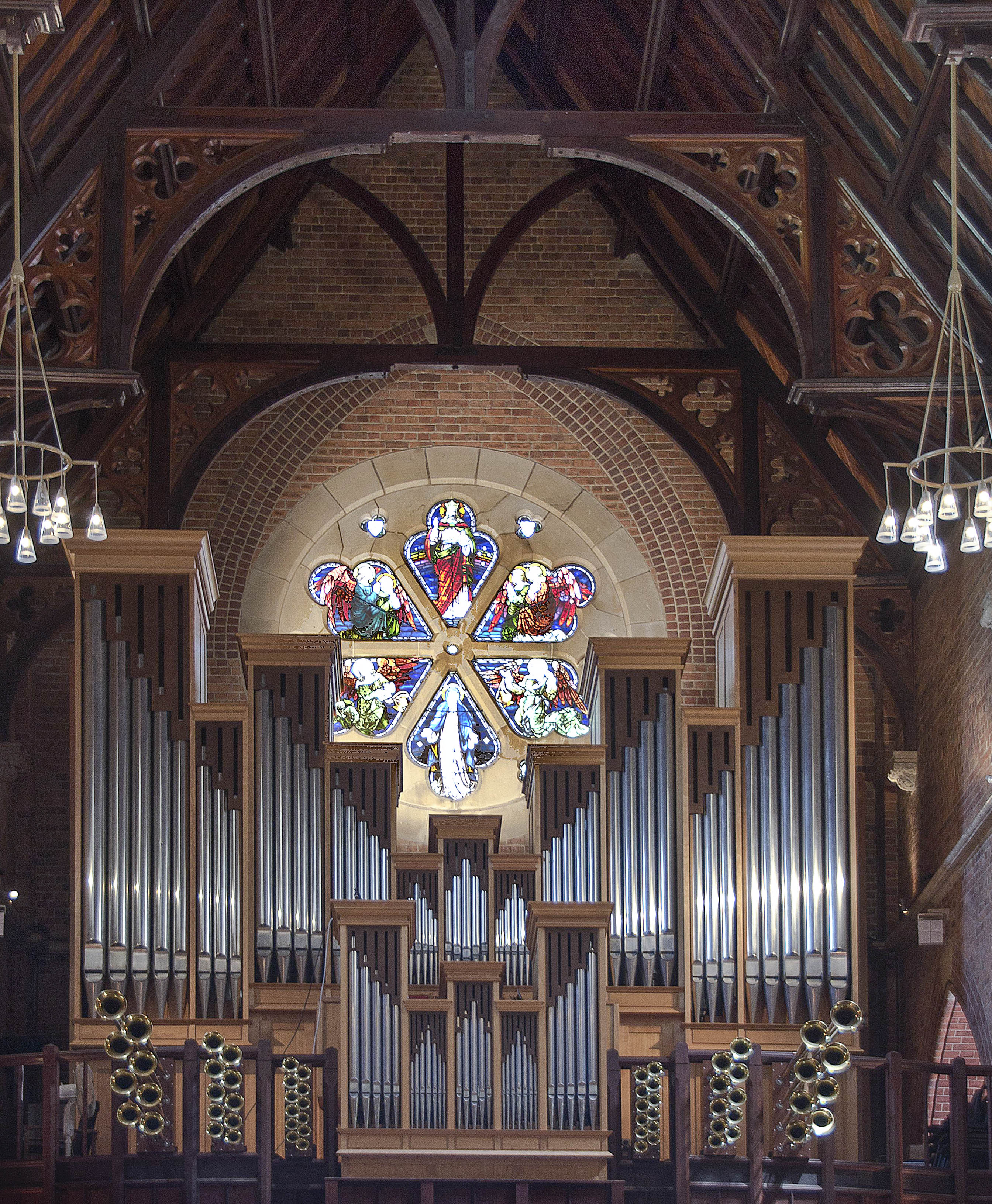
Organy